# Gorno Trape, Loveci
Gorno Trape (în bulgară Горно Трапе) este un sat în comuna Troian, regiunea Loveci,  Bulgaria. 

## Demografie
Componența etnică a satului Gorno Trape
     Bulgari (64,76%)
     Nicio identificare (35,23%)
     Altele (0%)
La recensământul din 2011, populația satului Gorno Trape era de 210 locuitori. Din punct de vedere etnic, majoritatea locuitorilor (64,76%) erau bulgari. Pentru 35,23% din locuitori nu este cunoscută apartenența etnică.